# Rekordy świata
Rekordy świata notuje się w sporcie i innych dziedzinach. Większość rekordów z innych dziedzin, znajduje się w Księdze rekordów Guinnessa, natomiast rekordy sportowe są zbierane przez organizacje sportowe (np. IAAF, FINA i FIFA).
Rekordy sportowe:
- Rekordy świata w lekkoatletyce
- Rekordy Świata w łyżwiarstwie szybkim
- Rekordy świata w łyżwiarstwie figurowym
- Kolarski rekord świata w jeździe godzinnej
- Rekord świata w długości skoku narciarskiego
- Rekordy świata w podnoszeniu ciężarów
- Rekordy świata w pływaniu
- rekord wysokości skoku w jeździeckich skokach przez przeszkody